# Ilex perado subsp. lopezlilloi

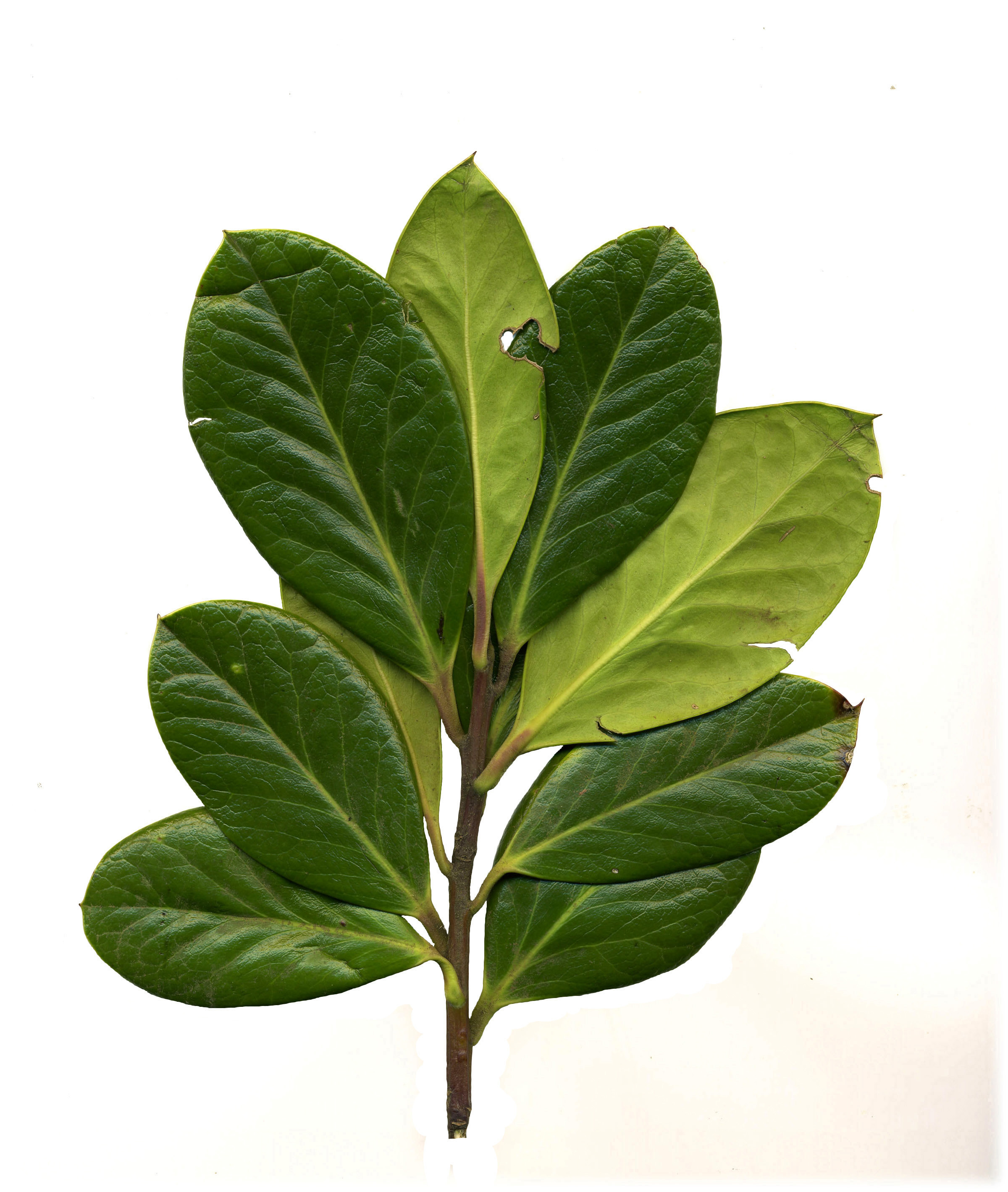
Naranjero salvaje. Imagen escaneada de Ilex perado lopezlilloi, ejemplar obtenido en la Isla de La Gomera, Islas Canarias (España).

El naranjero salvaje gomero (Ilex perado subsp. lopezlilloi (G. Kunkel) A. Hansen & Sunding) es una subespecie de Ilex perado,  planta con flor de la familia de las aquifoliaceas.

## Distribución
Es un endemismo macaronésico representado exclusivamente en la isla de La Gomera.

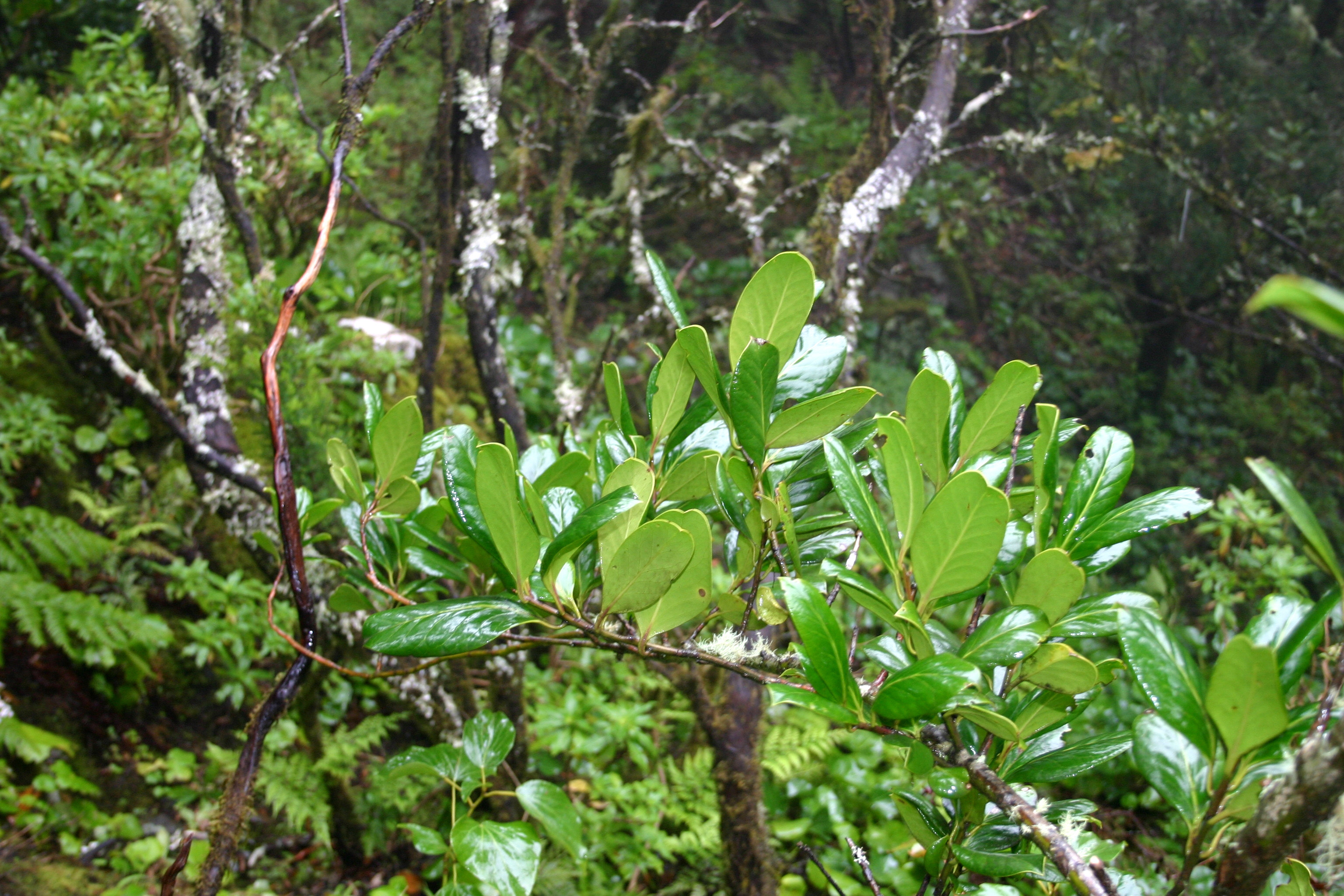
Naranjero salvaje (Ilex perado subsp. lopezlilloi) en su emplazamiento natural en la isla de la Gomera, islas Canarias (España)

## Descripción
Se trata de un pequeño árbol de hasta 15 m de altura, de tronco blanquecino y hojas ovadas de color verde brillante, lisas y de borde provisto de espinas punzantes. 

## Taxonomía
Fue incluida en la Lista Roja de Especies Amenazadas de la UICN el 29 de enero de 2010 junto a otras 1701 especies, subespecies y variedades. Actualmente figura en el Catálogo Canario de Especies Protegidas de Canarias con la categoría de “En peligro de extinción”.
El nombre de esta subespecie es debido a que fue dedicada en 1977 por el eminente botánico Günther Kunkel a Antonio López Lillo, quien fuera entonces Subdirector General de Conservación de la Naturaleza del Instituto para la Conservación de la Naturaleza (ICONA).
Inicialmente se catalogó como Ilex platyphylla subsp. lopezlilloi G. Kunkel.
Su descripción original se hizo en la publicación en Cuadernos de Botánica Canaria Archivado el 9 de enero de 2018 en Wayback Machine.. 